# Земгали
Земга́ли (латис. zemgaļi; лит. žiemgaliai) або семига́ли (лат. semigalli, нім. Semgallen) — у X—XV століттях одне із балтських латиських племен. Мешкали в Семигалії (Земгалії), краю на півдні сучасної Латвії та півночі Литви, у басейні річок Лієлупе, Мемеле, Муса, на лівому березі Західної Двіни. Носії земгальської мови. Керувалися князями. Найбільші поселення — Тервете, Добеле, Сідрабене. Мали тісні мовні та культурні зв'язки із литовським племенем жмудинів (жемайтів). У руських джерелах називаються зиміголою (д.-рус. зимѣгола). У 1219–1290 роках вели тривалу визвольну війну проти німецьких колоністів та хрестоносців. Наприкінці ХІІІ століття підкорені Лівонським орденом, частково переселені до Курляндії. У XV столітті разом із сусідніми балтійськими латгалами, куршами, селами, а також угро-фінськими лівами увійшли до складу нового латиського етносу. Наприкінці XIV — початку XV століття частина земгалів, що під тиском німців переселилися до Литви, стали частиною литовського народу.

## Історія

### Князівства. Союзи

Земгальські князівства.

Земгали вперше постають в історичних джерелах в епоху вікінгів. У «Діяннях данців» (ХІІ ст.) хроніст Саксон Граматик згадує, що легендарний герой-вікінг Старкад розбив у нижньому басейні Західної Двіни куршів, естів та земгалів. Руські літописи зазначають, що 1106 року земгали перемогли військо полоцького князя Рогволода Всеславича, що намагався підкорити Семигалію.
У ХІІ ст., з початоком німецької експансії в Лівонії, земгали мали декілька окремих князівств (вождівств), з центрами у містах-фортецях Упмале (Upmale), Добеле (Dobele), Спарнене (Spārnene), Добе (Dobe), Ракте (Rakte), Сілене (Silene) й Тервете (Tērvete).
Згідно з «Хронікою Лівонії», 1203 року земгали уклали союз із Ризьким єпископством проти лівів. Після замирення з останніми 1205 року земгальський князь Вестард отримав допомогу єпископа Альберта фон Буксгевдена й розбив 2-тисячне литовське військо при Роденпойсі; 1207 року він допоміг лівському князю-християнину Каупо відвоювати замок Турайда у лівів-язичників.

### Земгальско-німецька війна

Двобій земгала з хрестоносцем

1219 року, в ході Лівонського хрестового походу, німці розпочали завоювання Семигалії, розірвавши німецько-земгальський союз. Вестард створив альянс із литовцями та куршами. 1228 року земгали атакували Дюнабурзький монастир, основний форпост хрестоносців у дельті Західної Двіни. У відповідь німці помстилися й сплюндрували Семигалію. 1236 року об'єднане земигалсько-жмудське військо розбило німецький Орден мечоносців у битві при Сауле. Проте після регулярних хрестових походів до Семигалії німецький Лівонський орден підкорив земгалів у 1254 році.
1270 року литовський князь Тройден разом із земгалами атакував німецьку Лівонію та острів Езель. У битві при Карусе, що відбулася на замерзлій Ризькій затоці, балти розбили Лівонський орден й убили його магістра Отто фон Люттерберга. 1287 року земгали атакували замок і околиці Ікскюля й на зворотному шляху розбили лівонських хрестоноців на чолі із Вільгельмом фон Ніндорфом на річці Гароза.

Відступ земгалів із Сідрабене (1290)

1279 року земигали під проводом князя Намейсіса підняли повстання проти німців. Повсталих підтримав литовський князь Тройден. Того ж року союзне литовсько-земгальське військо перемогло Лівонський орден у битві при Ашерадені. У відповідь 1280 року німці на чолі із Конрадом фон Фойхтвангеном вдалися до тотального нищення господарства земгалів, спричинивши великий голод у Семигалії. Попри це земгали продовжували опір до 1290 року, коли Конрад фон Гаттштайн здобув останню земгальську фортецю Сідрабене. Згідно з «Римованою хронікою», близько 100 тисяч земгалів переселилося до Литовського князівства, звідки продовжили свою боротьбу проти німців. Останнє антинімецьке повстання земгалів спалахнуло 1321 року. Його придушили сили Лівонського ордену на чолі із Герхардом фон Йорком.
З XIV століття великі князі литовські прийняли титулатуру «князів і герцогів семигальських» (лат. princeps et dux Semigallie). Гедимін і Ольгерд за підтримки земгалів здійснювали походи до Лівонії. 1426 року Лівонський орден і Велике князівство Литовське поділили Семигалію між собою.

## Галерея

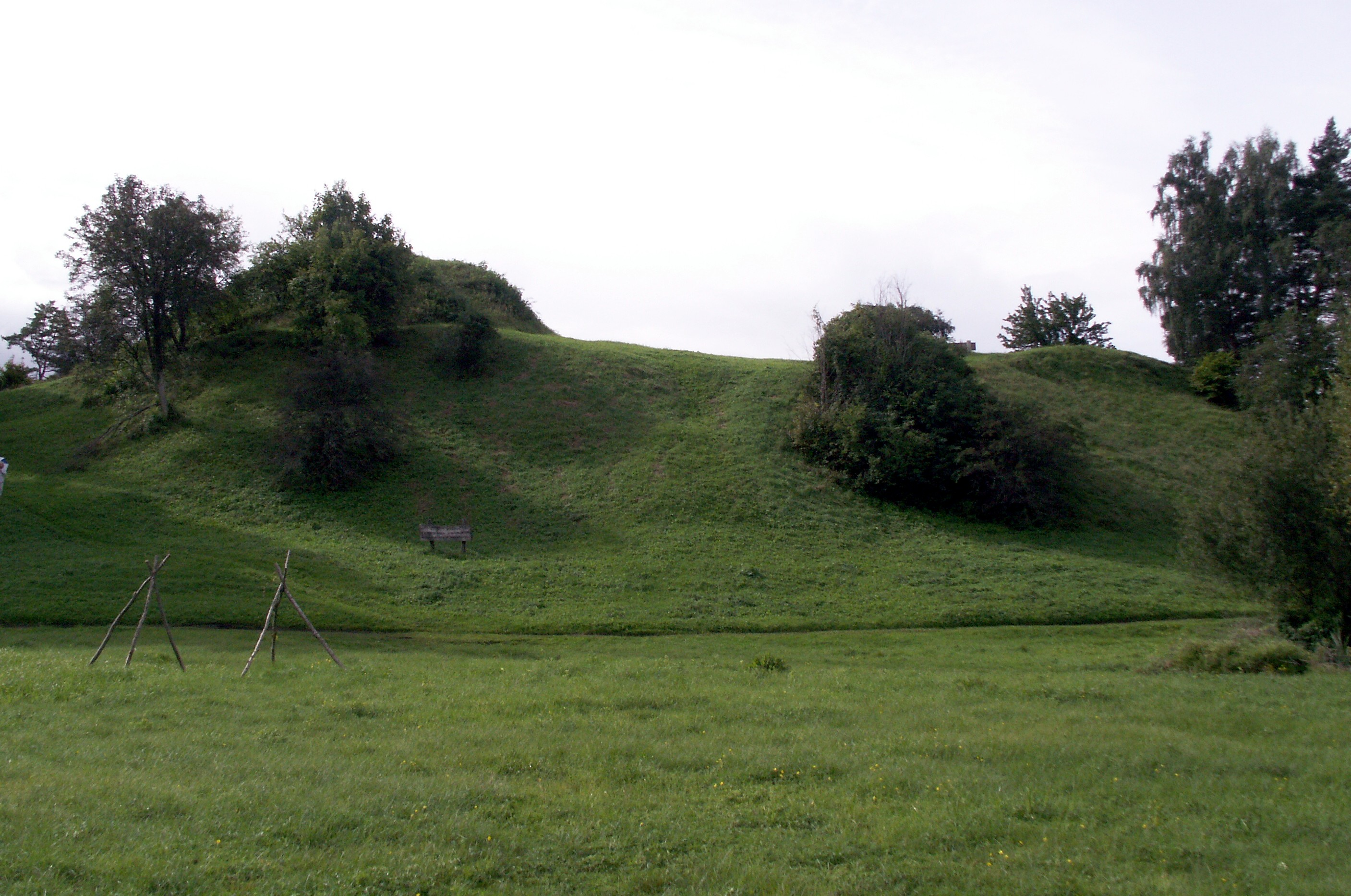
Руїни Тервете (2010)
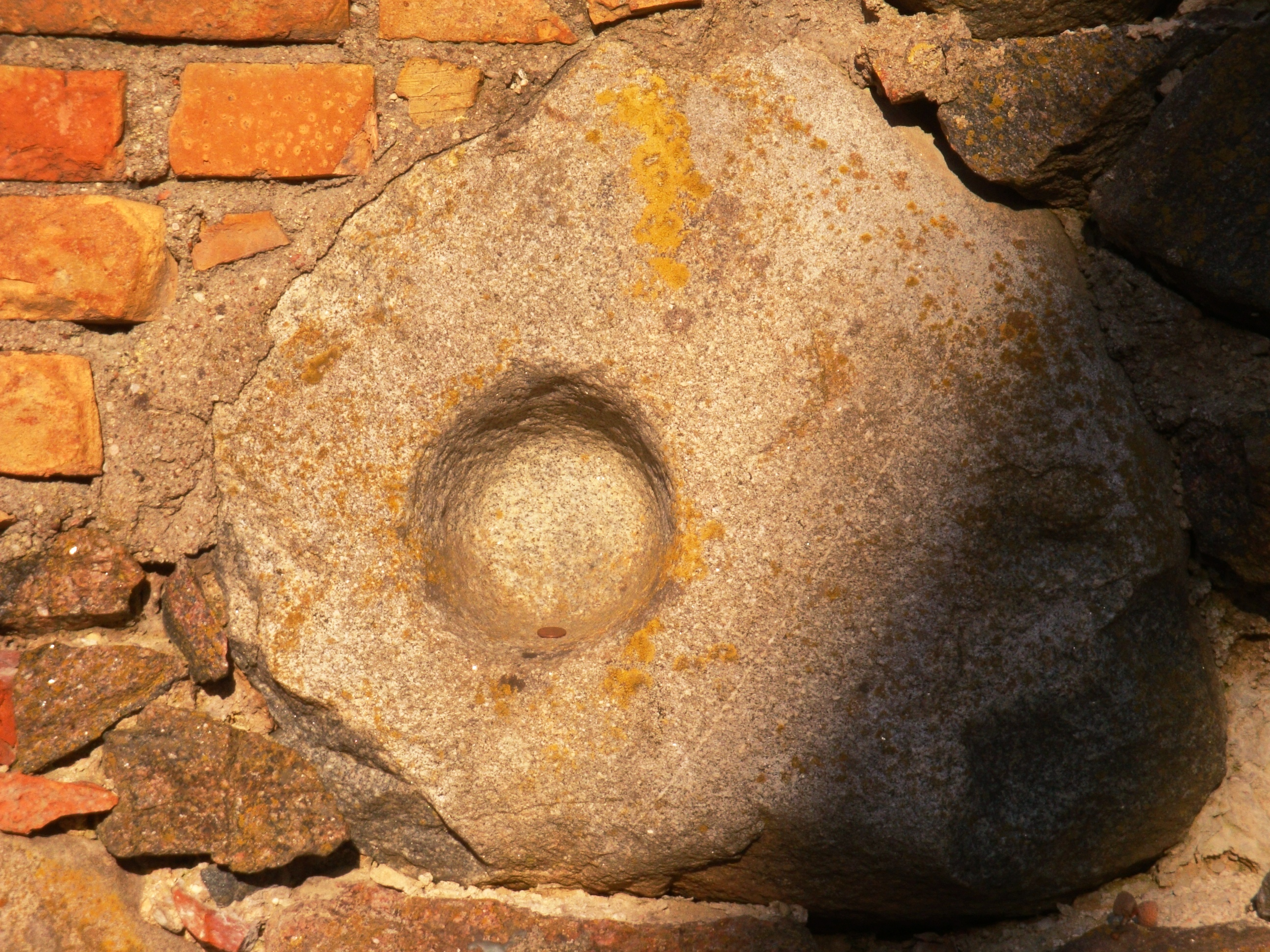
Свяшенний камінь
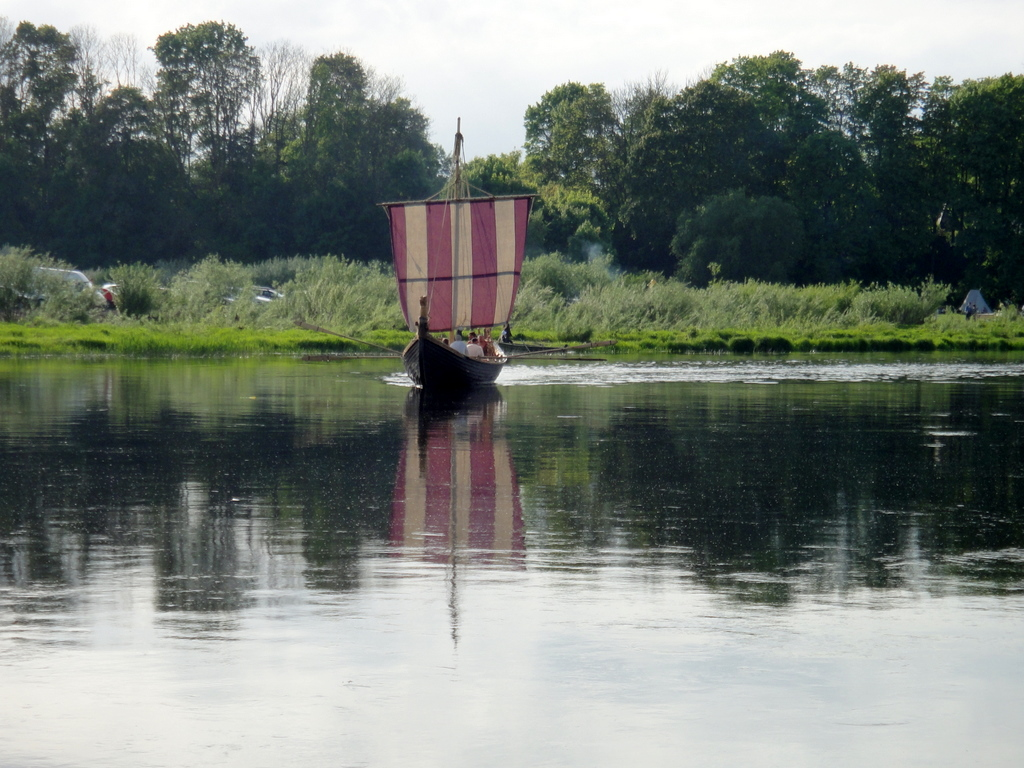
Семигальський човен
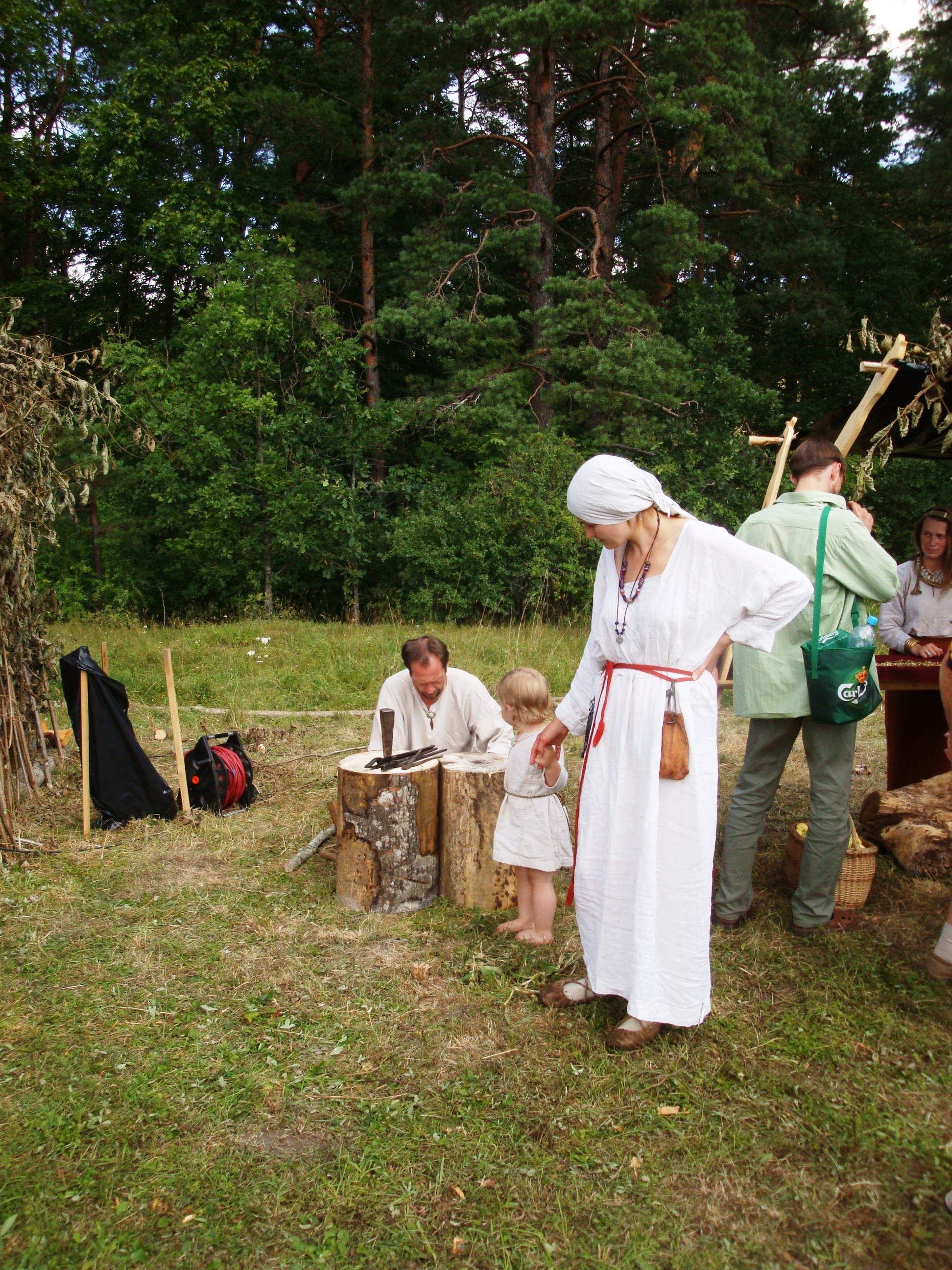
Семигальське свято в Тервете

## У літературі
На російську мову перекладена книга латиського письменника Лаймоніса Пурса «Палаюче городище» (видавництво «Liesma», 1972 (L.Purs «Degošais pilskalns»)), одна з книг тетралогії присвячена давній Семигалії. Вона розповідає про життя земгалів напередодні укладення миру з хрестоносцями в XIII ст.